# 아기 예수

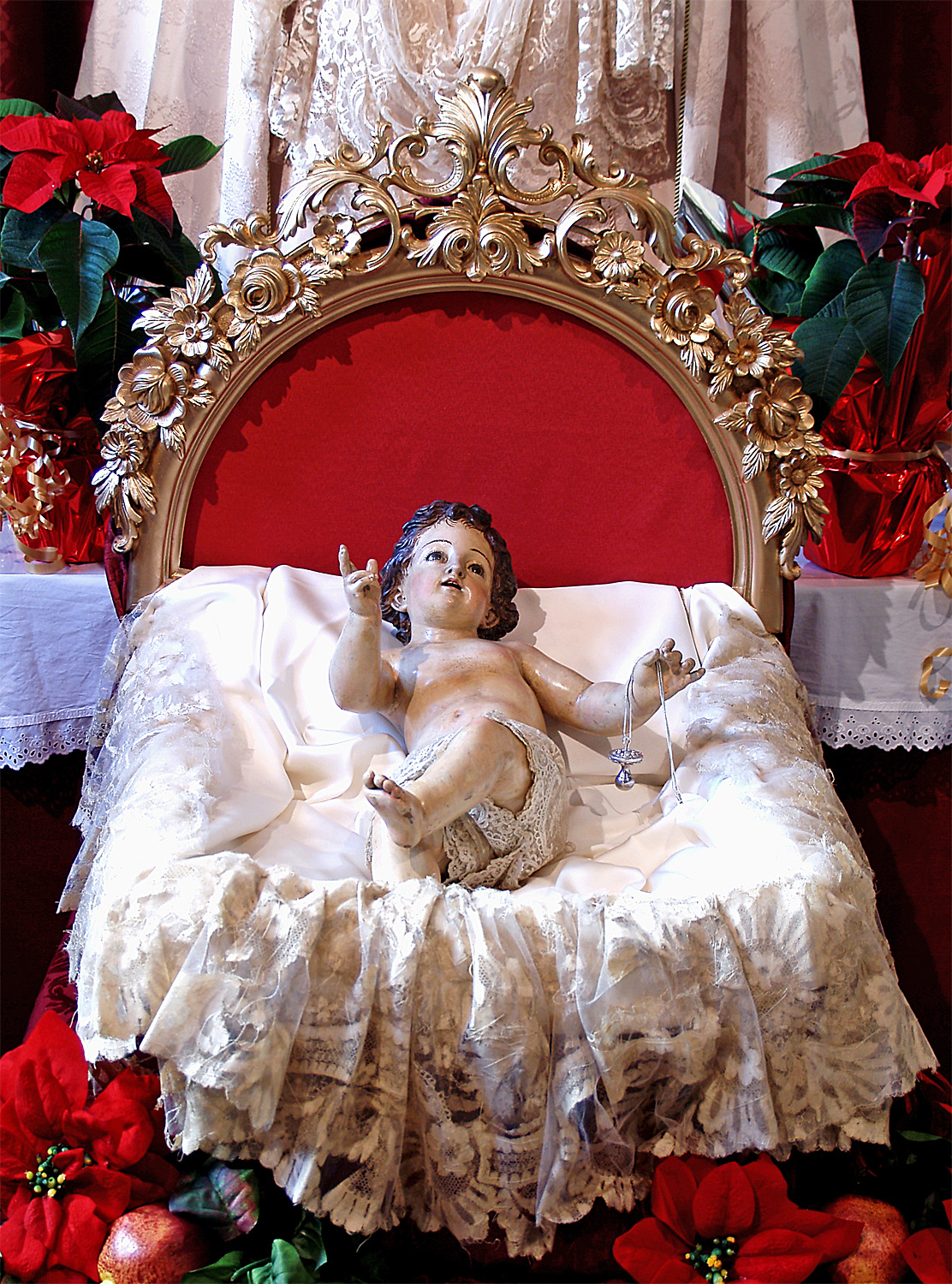
아기 예수상

아기 예수 또는 소년 예수는 탄생 이후부터 12세까지의 어린 예수를 일컫는 말이다. 당시 유다인의 전통에 따라 예수 역시 13세가 되었을 때에 사회에서 어른으로 인정받았을 것으로 추정되며, 근세기까지 대부분의 기독교 문화에서도 이를 그대로 받아들였다. 아기 예수는 3, 4세기부터 종종 이콘, 그림, 조각 등 여러 분야의 예술 작품을 통해 묘사되었다. 그 가운데 가장 흔한 주제로는 예수의 탄생과 성모자, 목자들과 동방박사들의 경배, 이집트로의 피신, 성전에서의 아기 예수 봉헌 등이 있다.

## 복음서

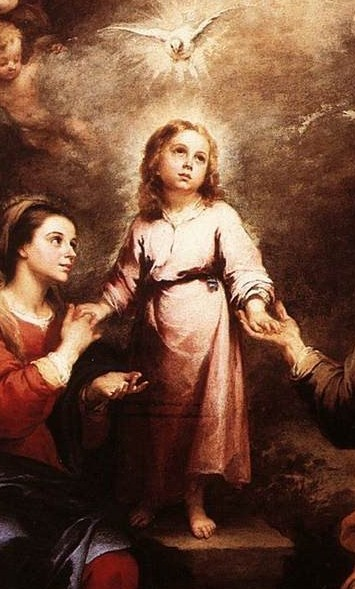
바르톨로메 에스테반 무리요가 그린 유년 시절의 예수

정경으로 인정받은 공관복음서에는 예수의 어린 시절, 즉 예수의 유아기와 12세 때 예루살렘 성전에서 예수의 어머니 마리아가 찾아 발견한 사건 사이의 이야기에 대해서는 아무런 언급도 하고 있지 않다. 대신에 위경의 경우, 예수의 유년 시절을 다룬 복음서들이 헤아릴 수 없이 많이 세상에 쏟아져 나왔다.

## 같이 보기
- 성모자
- 프라하의 아기 예수